# St. Petrus in Ketten (Astheim)

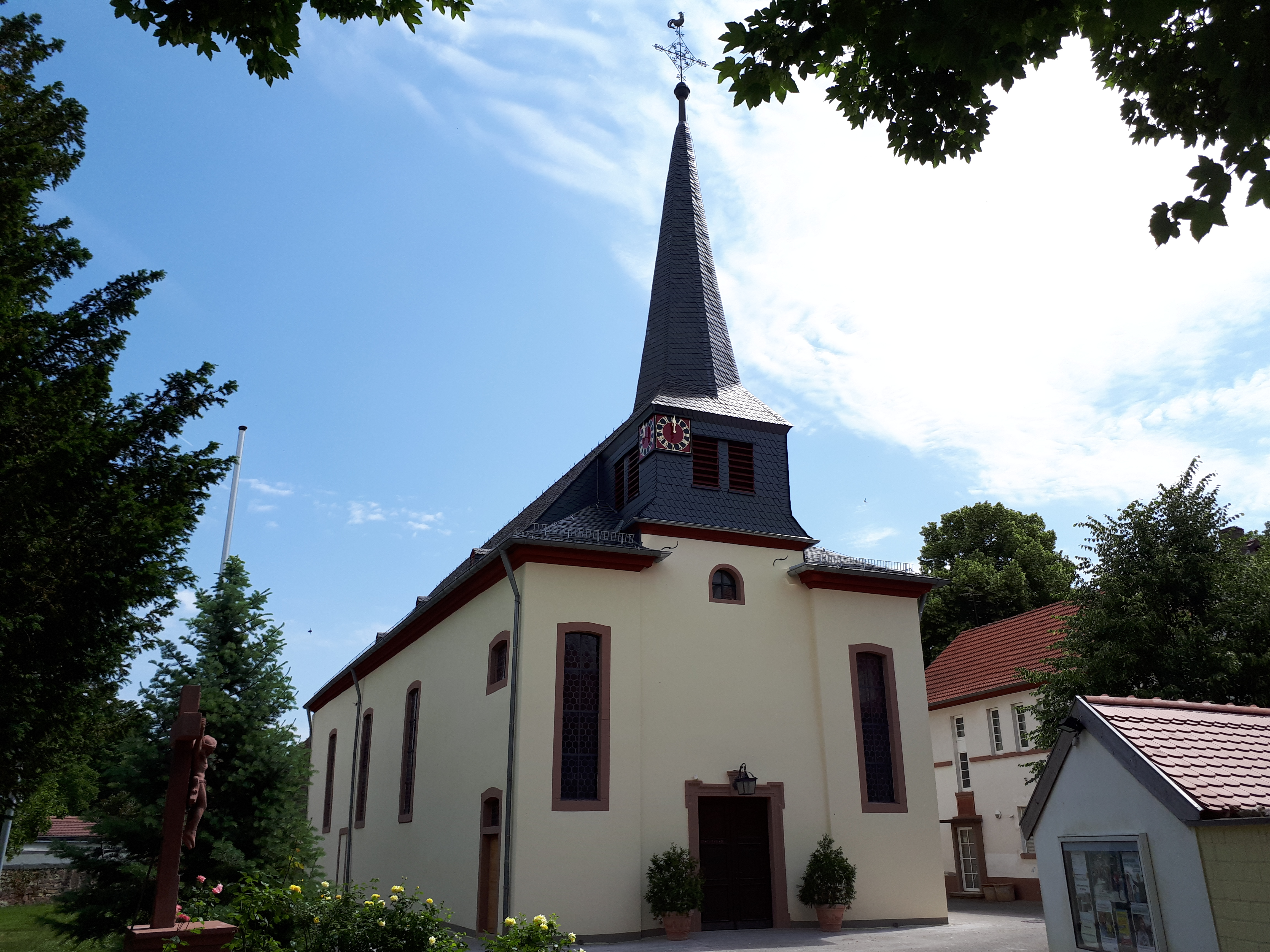
St. Petrus in Ketten, aktuelle Ansicht

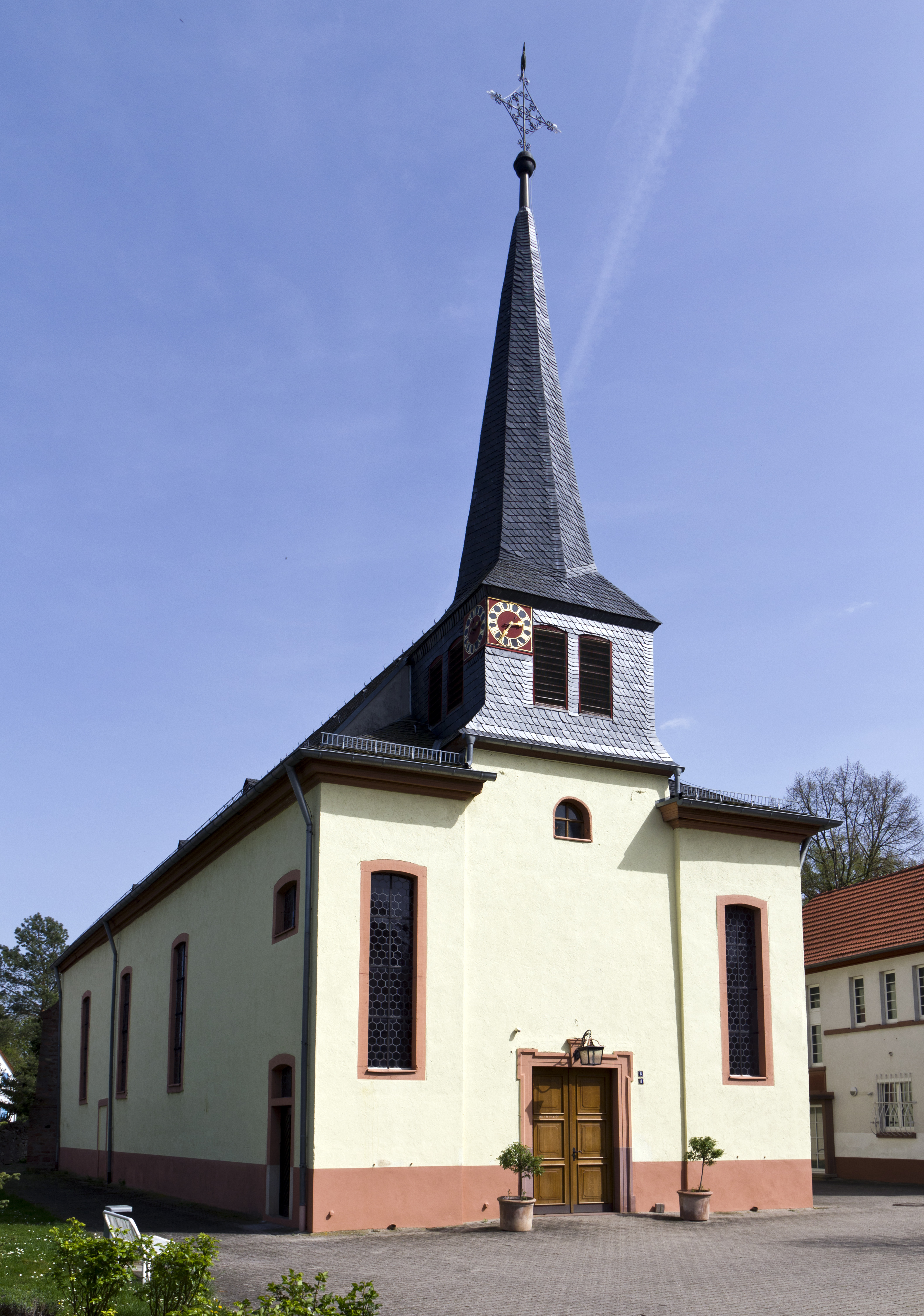
St. Petrus in Ketten, vor der Renovierung 2018

Die römisch-katholische Pfarrkirche St. Petrus in Ketten ist ein denkmalgeschütztes Kirchengebäude in Astheim, einem Ortsteil der Gemeinde Trebur im Kreis Groß-Gerau (Hessen).
Der schlichte Saalbau mit dreiseitigem Chorschluss wurde 1651 nach großen Hochwasserschäden auf den Grundmauern der gotischen Vorgängerkirche erbaut. Geweiht wurde die Kirche am 2. September 1703 durch den Weihbischof Johann Edmund Gedult von Jungenfeld. 1774 wurde der Bau verändert. Der eingestellte Westturm mit Spitzhelm ist dendrochronologisch auf 1656 datiert (Dendrolabor Trier, LSB-Nr. 261/17). Auf einem Deckengemälde ist die Geschichte des Patroziniums dargestellt.
Das barocke Kleinod zeugt von der ehemals Kurmainzer Pfarrei Astheim. Erst 1802/03 wurde Astheim säkularisiert und der Provinz Starkenburg (Hessen-Darmstadt) zugeteilt.

## Baugeschichte

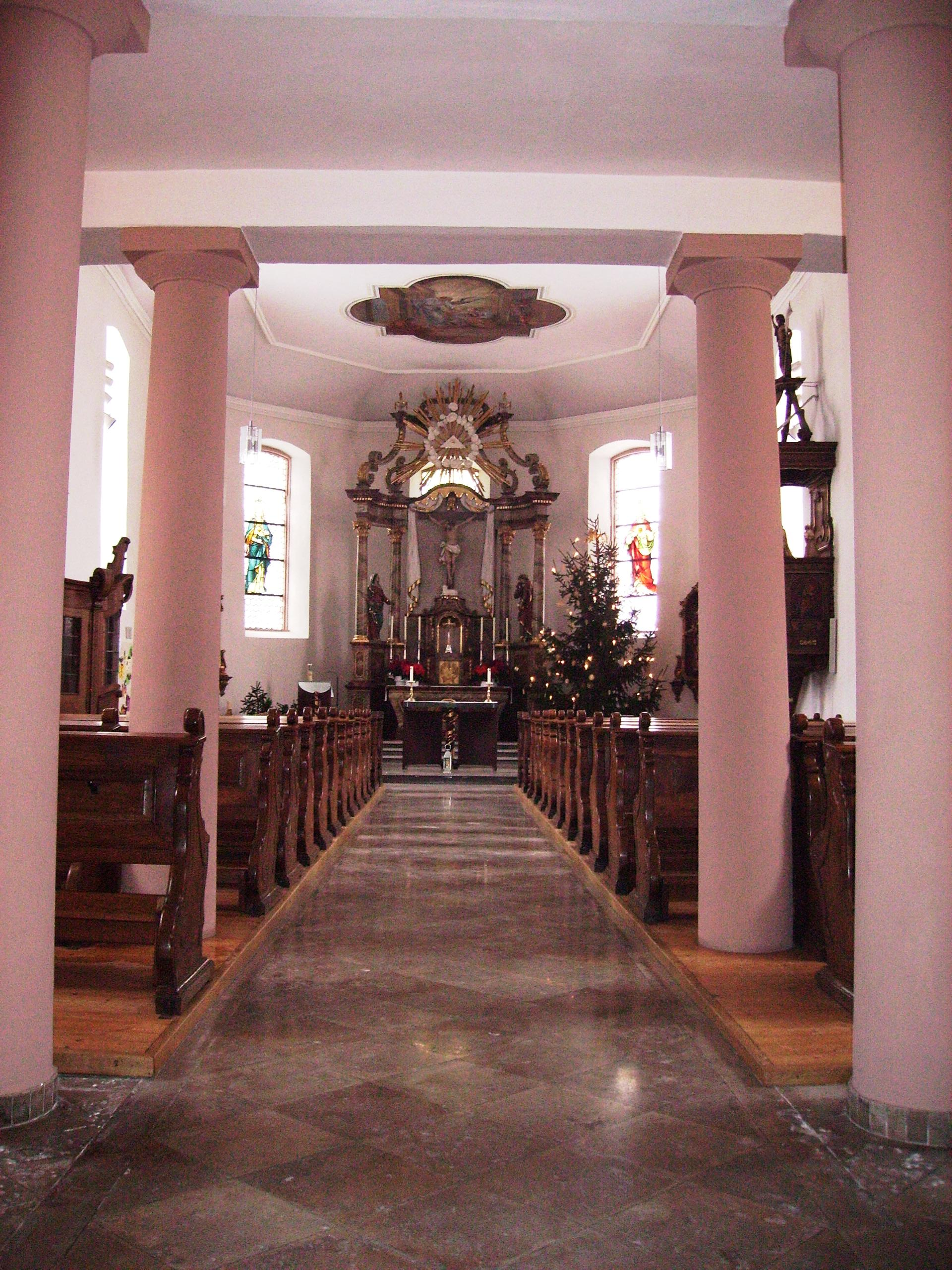
Blick in das Kirchenschiff und den Chor der Astheimer Pfarrkirche

Belegt durch die Niederschrift in der Astheimer Pfarrchronik über das Entsenden eines Diakones (Johannes von Bensheim) im Jahre 1302 nach Astheim lässt vermuten, dass seit dem 14. Jahrhundert eine einfache Kirche, wohl in Form einer Scheune und mit flachem Dach, bestanden haben muss. Andere gehen davon aus, dass seit dem 12. Jahrhundert eine Kirche bestanden habe.
Diese Vermutung wird durch archäologische Funde, etwa ein gotischer Fenstersturz und ein romanisches Kapitel in Astheim gestützt. Auch Überlegungen der besonderen Architektur des Kirchturmes und seiner quadratischen Grundfläche deuten auf Vorgängerbauten hin. Die Plastik der Heiligen Margarte aus dem 16. Jahrhundert könnte den Innenraum eines Vorgängerbaus geziert haben. Vermutungen deuten auf einen romanischen Vorgängerbau hin, der später, in der Zeit der Gotik, verändert worden sein könnte.
Im Jahr des Herrn 1651 berichtet die Pfarrchronik jedenfalls, dass das gesamte Gotteshaus aufgrund eines starken Rheinhochwassers zerstört worden sei. Pfarrer Andreas Größer, durch den diese Überlieferung auf uns gekommen ist, berichtet, dass der sich auf dem Chor befundene Kirchturm (gemeint ist wohl ein Dachreiter) samt dem Kirchengebäude umgefallen sei. Noch im selben Jahr beschlossen die Herren des Jakobsklosters und die Stifter Unserer Lieben Frau in Mainz, beiden war das Patronatsrecht seit 1493 inne, die Pfarrkirche wieder zu errichten. Den Bau eines Kirchturmes wollten sie aber nicht übernehmen. Daher beschloss das Ortsgericht den Bau eines Turmes auf eigene Kosten. Der Westturm wurde 1657 vollendet.
Am 2. September 1703 weihte der Mainzer Weihbischof Johann Edmund Gedult von Jungenfeld die Kirche und drei Altäre: Einen dem Heiligen Petrus, einen der Heiligen Maria und einen dem Heiligen Sebastian. Bis heute wird in Astheim die Kirchweih am 2. September eines jeden Jahres gefeiert. Als Patrozinium wählte man den heiligen Petrus in Ketten aus.
Schon 1774, so berichtet Pfarrer Größer in der Chronik, wurde die Kirche um „24 Schuh“ nach Osten (wohl um den Chor) erweitert.
Im 19. Jahrhundert wurden eine Empore und an der Westseite neben dem Turm zwei Treppenaufgänge an die Kirche gebaut. Auch eine Sakristei wurde am Chor angefügt. Die wesentliche Form von 1656/1774 behielt die Pfarrkirche bis heute.

## Ausstattung

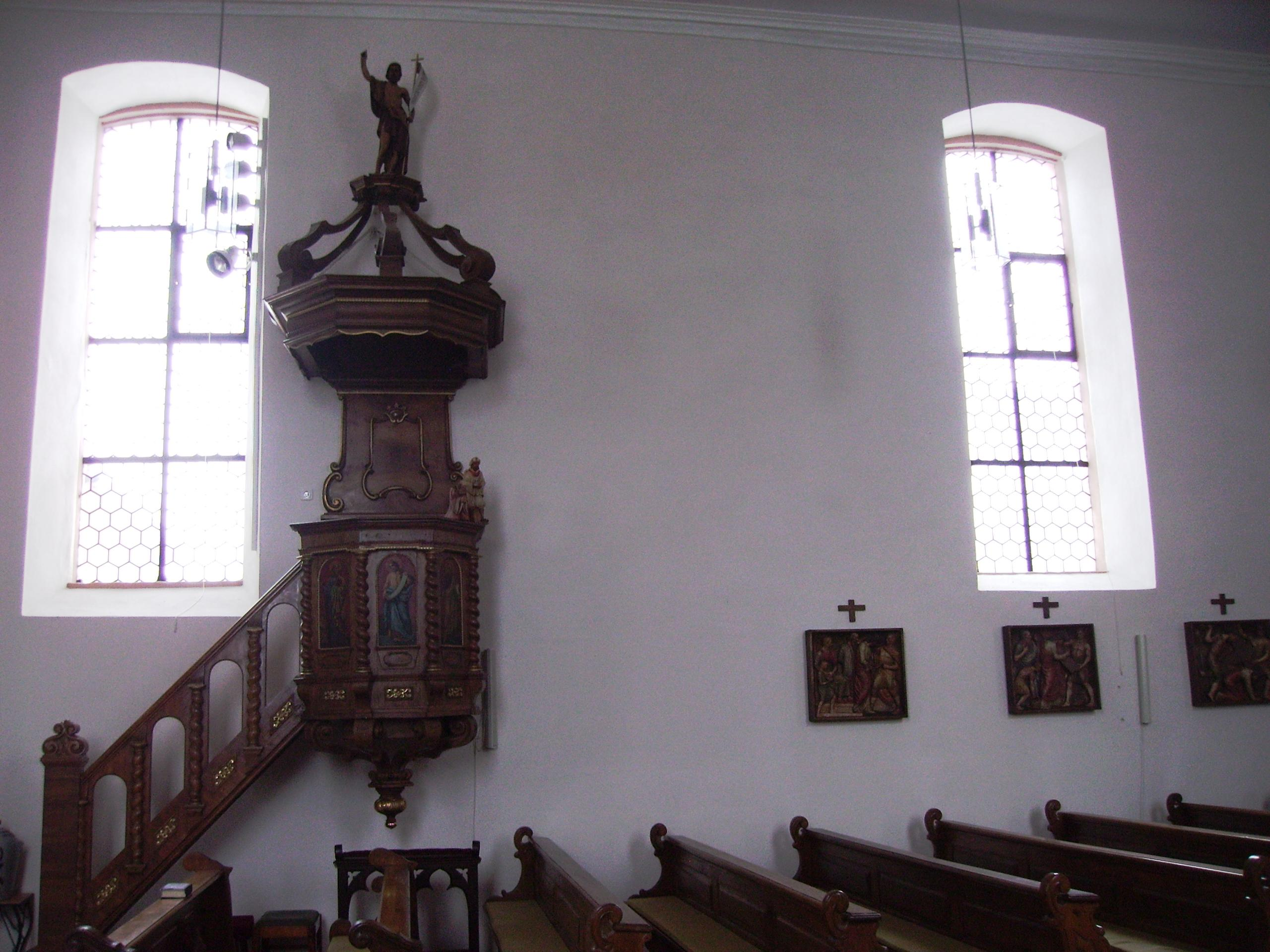
Die Kanzel und der Kreuzweg

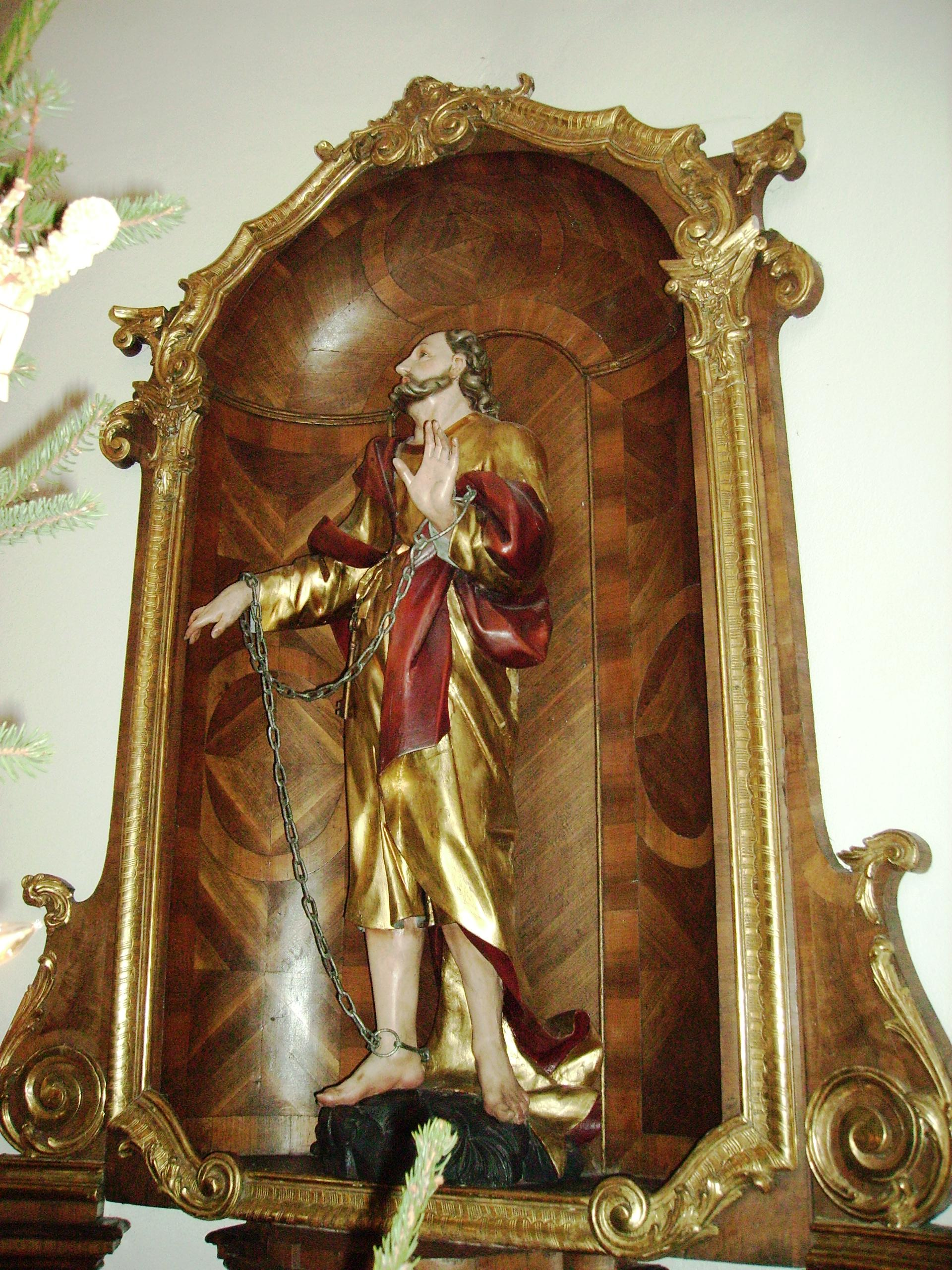
Der Kirchenpatron: Der Apostel Petrus

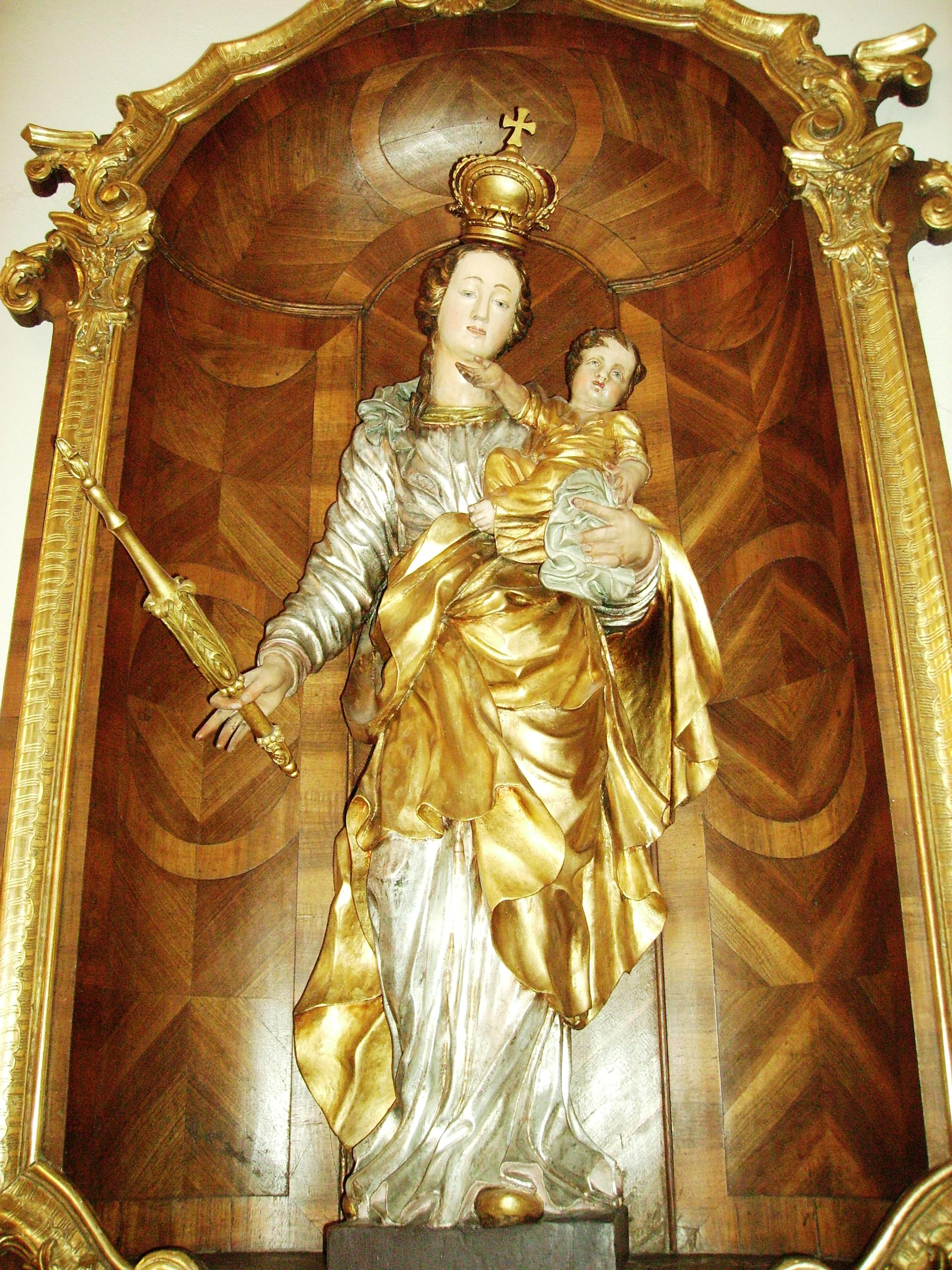
Maria Himmelskönigin, Relikt des ehemaligen linken Seitenaltars

- Die aus Holz konstruierte barocke Kanzel zeigt auf ihrer Außenseite die vier Evangelisten Matthäus, Markus, Lukas und Johannes. Auf der Kanzel steht die Figur des Jesus verkündenden Johannes des Täufers.[9]
- Der Kreuzweg zeigt in 14 Stationen den Leidensweg Jesu. Er befindet sich an den Seiten des Kirchenschiffes. Dieser 1944 eingeweihte Kreuzweg ersetzte einen älteren von 1927, der auf die Wände in Bildform aufgetragen war.[10]
- Der Taufstein
- Die zwei Holzstatuen in einfachen Barockformen aus dem 18. Jahrhundert waren ursprünglich Bestandteile der in den 1960er Jahren abgebrochenen Seitenaltäre. Die rechte Figur, deren Entstehungsjahr unbekannt ist, zeigt den Patron der Pfarrkirche, den Heiligen Petrus. Der Apostel steht auf einem angedeuteten Fels, ist umgürtet von Ketten und trägt zwei Schlüssel. Leidvoll blickt er zu dem Gekreuzigten am Hochaltar. Auf der linken Seite befindet sich die barocke Figur der Maria mit dem Kinde aus dem Jahre 1770. Maria wird dargestellt als Himmelskönigin mit Krone, Zepter und edlem Gewand. Auf dem Arm trägt sie das Jesukind und hält zugleich ein Tuch. Das Jesuskind macht mit seinem linken Arm eine zu seiner Mutter hin weisende Geste. Beeindruckend ist vor allem der liebevolle und edle Gesichtsausdruck der Gottesmutter.[11]
- Der barocke Hochaltar aus den Jahren 1786/87 von Franz Hieronimus Hannisch (Mainz) zeigt die Kreuzigungsszene. Jesus am Kreuz wird flankiert von der schmerzhaften Gottesmutter und dem Lieblingsjünger Johannes. Beide Figuren gehören zu den älteren Arbeiten des Mainzer Bildhauers Johann Georg Biterich. Der Hochaltar selbst weist in seiner schlichten Gestalt Elemente des Barock, des Rokoko und des Klassizismus auf. Seine Grundform entspricht der Mainzer Halbkreisciborienaltäre. Bekrönt wird er durch ein Retabelaufsatz, der das Auge Gottes in einem Dreieck (Symbol der Dreifaltigkeit Gottes) im Wolkenkranz und umgeben wiederum von einem Strahlenkranz.[12]
- Eine Dreymann-Orgel aus dem 19. Jahrhundert säumt die Empore an der Westseite der Pfarrkirche. 1833 wurde die von Bernhard Dreymann hergestellte Orgel in der Kirche aufgebaut und vom Großherzoglichen Hoforganisten Christian Heinrich Rinck geprüft. Die ursprünglichen Orgelpfeifen am Prospekt der Orgel wurden im Ersten Weltkrieg an das Militär abgegeben. 1973/74 wurde die Orgel grundlegend restauriert. Dabei wurden allerdings auch ihre ursprüngliche Gestalt und Spielart verändert. Bei der jüngsten Restaurierung 2009 wurde daher versucht, die ursprüngliche Gestalt und Spielart Dreymanns wiederherzustellen.[13]
- Eine Monstranz von 1753 gehört ebenfalls zu den kunsthistorisch wertvollen Gegenständen der Pfarrkirche. Die Strahlenmonstranz wurde 1751/1753 von dem Augsburger Silberschmied Franz Mederle angefertigt und 1753 von Jacobus Möhlinger, einem Astheimer Bürger, gestiftet.[14]
- Seit mindestens 1779 war die Kirche mit Glocken ausgestattet. Die drei derzeitigen Glocken von Rincker, Sinn, wurden 1953 geweiht. Ihr Geläut hat das Te Deum- oder Salve Regina-Motiv.[15] Im Jahr 2018 wurde der Stahlglockenstuhl durch den sanierten Eichenholzglockenstuhl von 1866 ersetzt (Architekt Alwin Bertram).
- Vor der Pfarrkirche befindet sich auf dem ehemaligen Kirchhof ein barockes Sandsteinkreuz von 1710.[16]
- Drei Deckengemälde zieren die Astheimer Pfarrkirche. Sie wurden vom Stuttgarter Kirchenmaler Julius Riester in den 1920er Jahren geschaffen und zeigen vom Chor zur Westseite hin die Szenen der Befreiung Petri aus dem Gefängnis durch einen Engel (Rettung des heiligen Petrus), die Schlüsselübergabe durch Jesus an Petrus und die Heilige Cäcilia von Rom, Patronin der Kirchenmusik.[17]
- Bemerkenswert ist zudem eine spätgotische Plastik des Mainzer Bistumspatrons, des Heiligen Martin von Tours. Die um 1500 geschaffene Figur hängt an der Nordseite der Kirche. Martin ist im Bischofsgewand gekleidet und trägt Mitra und Bischofsstab. Zu seiner Linken kniet flehend ein Bettler, der deutlich kleiner geschaffen wurde. Martin reicht diesem scheinbar ein Stück Brot. Die Figur stammt wohl aus dem gotischen Vorgängerbau der barocken Pfarrkirche.[18]
- Eine weitere spätgotische Figur von 1520, die Heilige Margareta von Antiochia auf dem Drachen, wurde 1899 aus der Pfarrkirche in das Mittelrheinische Landesmuseum nach Mainz gebracht.[19]

### Ansichten

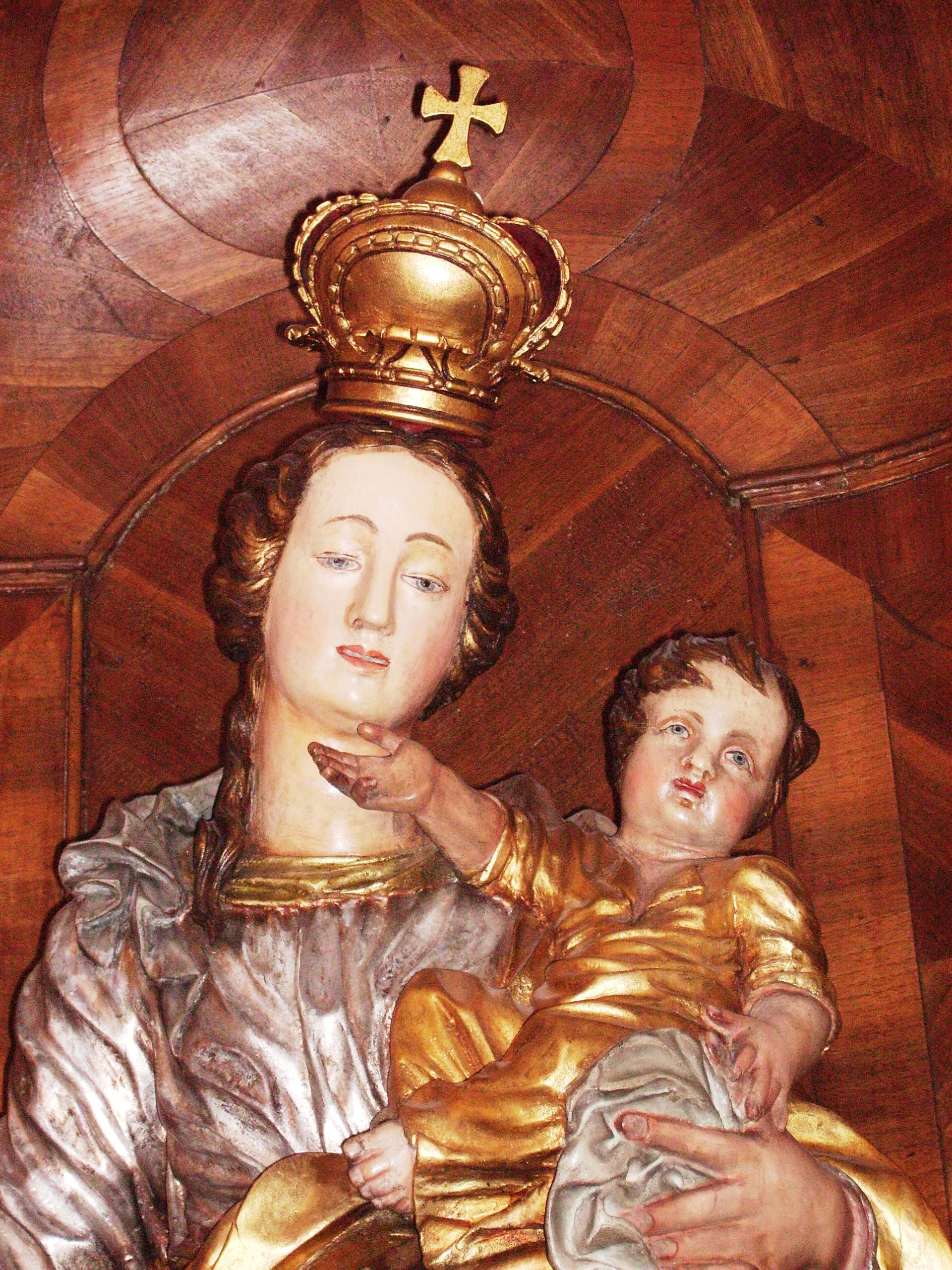
Maria Himmelskönigin, Relikt des ehemaligen linken Seitenaltars, Detail
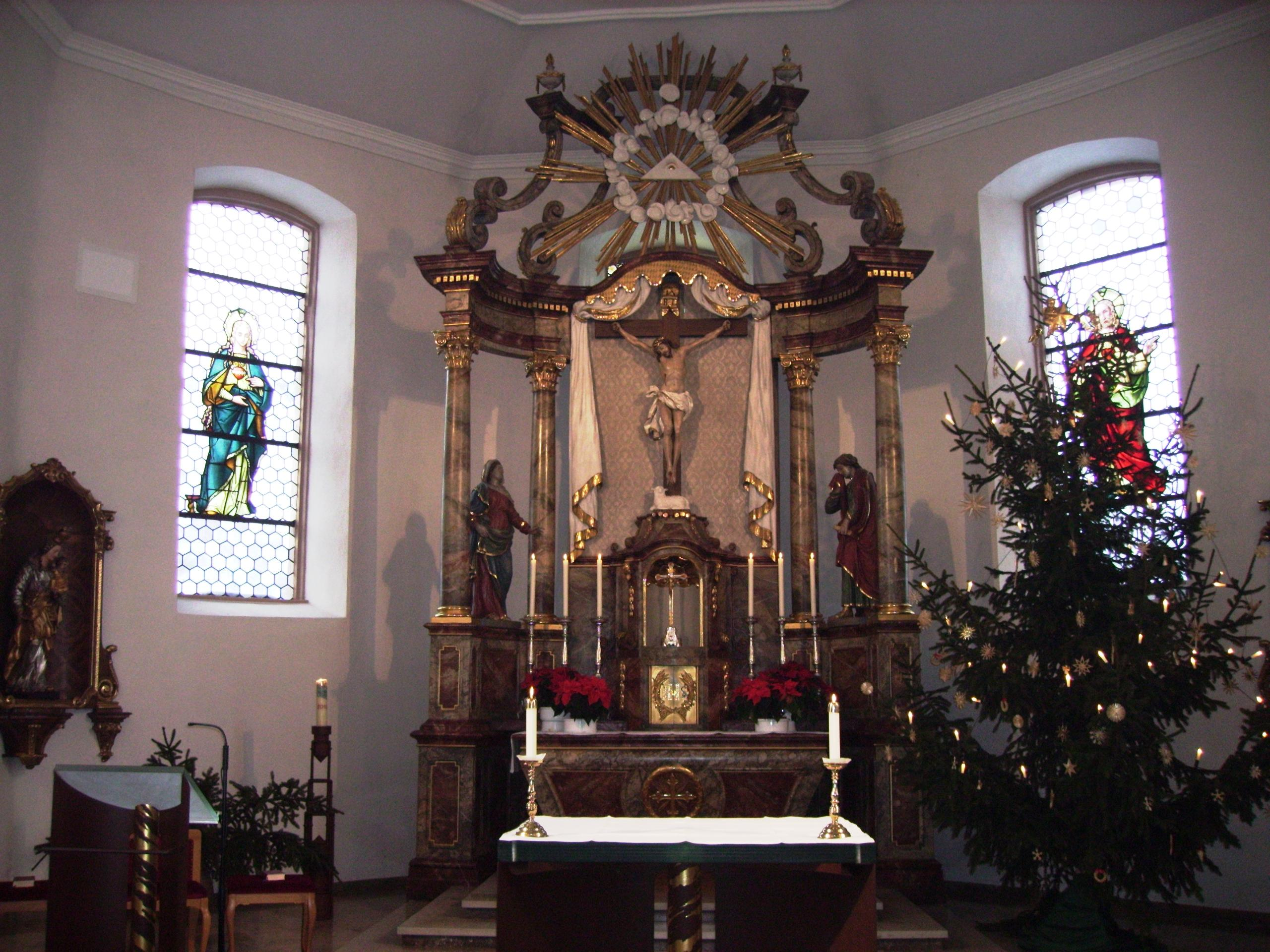
Chor und Hochaltar
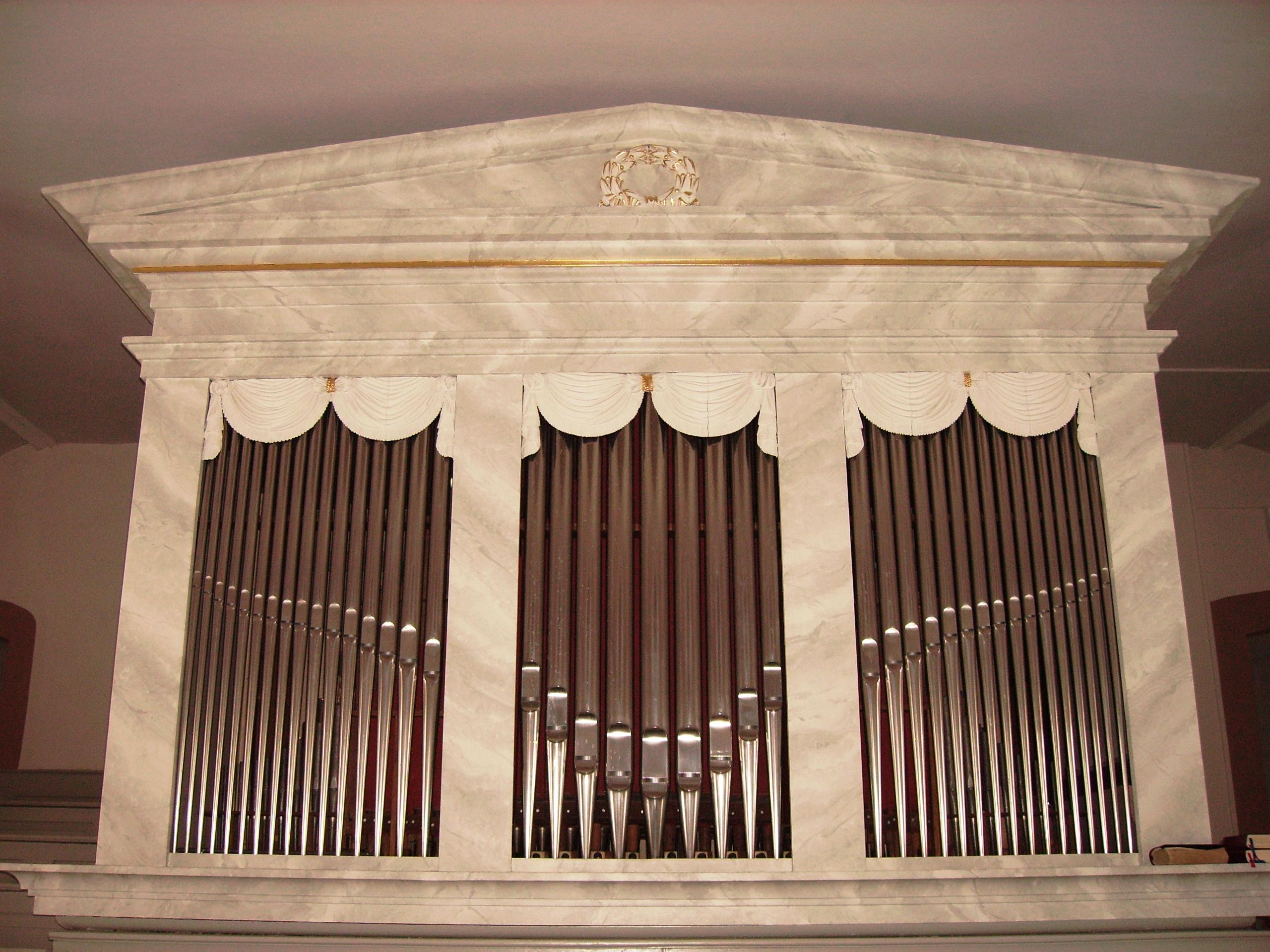
Dreymann-Orgel
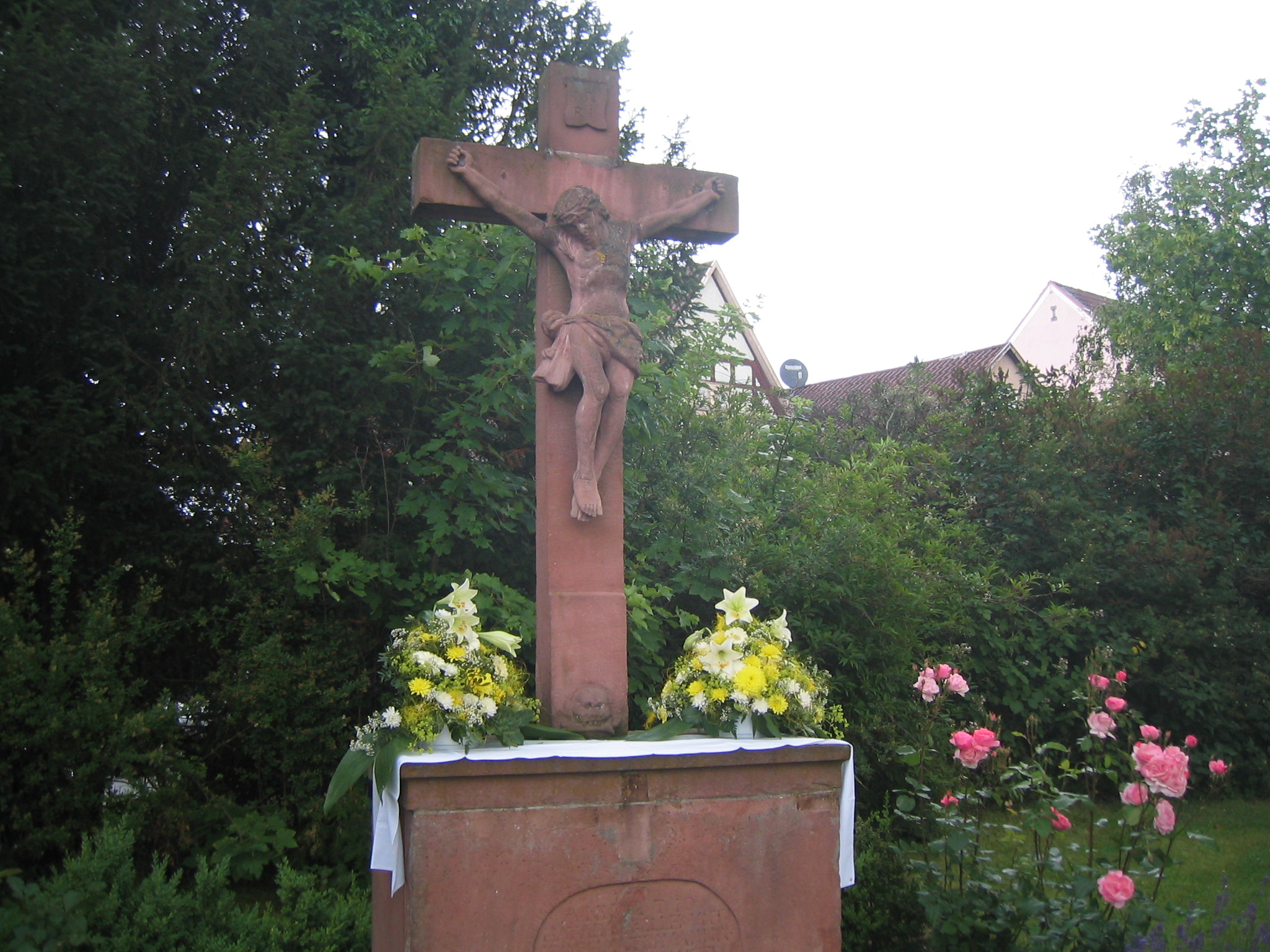
Barockes Sandsteinkreuz vor der Kirche

## Personen
In der Pfarrkirche heiratete Fürst Paul von Thurn und Taxis 1868 seine Frau Elise Kreuzer.